# 뉴파이프
뉴파이프(NewPipe)는 비공식 유튜브 클라이언트로 유명한 안드로이드용 자유-오픈 소스 미디어 플레이어이다. 공식 F-Droid 소프트웨어 저장소, 뉴파이프의 F-Droid 저장소, GitHub 릴리스 페이지에서 내려받을 수 있다. 공식 유튜브 앱의 프라이버시 보호 대안으로서 사용하기 위해 개발되었다.

## 같이 보기
- Youtube-dl